# Veintena
Veintena is het Spaanse woord voor de 20-daagse periode die werd gebruikt in de Precolumbiaanse Meso-Amerikaanse kalenders. Het wordt soms ook wel als maand aangeduid al heeft het niets te maken met de schijngestalten (maancyclus) die wij kennen. 
De term wordt het meest gebruikt voor de Azteekse 365-dagenkalender gaat, de xiuhpohualli, alhoewel de 20-dagen periode ook worden gebruikt in de 365-dagenkalender van de Maya, de Tun, alsook andere Meso-Amerikaanse culturen zoals de Zapoteken en de  Mixteken. 
De 365-dagencyclus is verdeeld in 18 veintena's van 20 dagen elk, zodat het jaar 360 dagen heeft. De laatste vijf dagen, ook wel de "naamloze dagen" of nemontemi, worden aan het einde toegevoegd zodat het total komt op 365 dagen.